# Archives of Biochemistry and Biophysics
Archives of Biochemistry and Biophysics is een internationaal, aan collegiale toetsing onderworpen wetenschappelijk tijdschrift op het gebied van de biofysica. De naam wordt in literatuurverwijzingen meestal afgekort tot Arch. Biochem. Biophys.
Het wordt uitgegeven door Academic Press en verschijnt 24 keer per jaar.
Het verscheen voor het eerst in 1942 als Archives of Biochemistry. Het eerste nummer onder de huidige naam verscheen in 1951.